# Leopold Christian von Woedtke
Leopold Christian von Woedtke (* 30. April 1792 in Woedtke, Kreis Greifenberg; † 29. September 1872 in Koblenz) war ein preußischer Generalmajor.

## Leben

### Herkunft
Leopold war ein Sohn des preußischen Rittmeisters a. D. und Herr auf Woedtke Karl Max Wilhelm von Woedtke († 1811) und dessen Ehefrau Christiane Sophie, geborene von Versen (1757–1822) aus dem Hause Brutzlaff. Der preußische Generalmajor Georg Eggert von Woedtke war sein Großvater.

### Militärkarriere
Woedtke trat im Jahr 1800 als Estandartenjunker in das Kürassierregiment „von Wagenfeld“ der Preußischen Armee ein. Im Vierten Koalitionskrieg kämpfte er in den Schlachten bei Auerstedt, Preußisch Eylau und Friedland. Nach dem Frieden von Tilsit avancierte er Anfang Dezember 1807 zum Sekondeleutnant und kam zur Dragonerbrigade des Prinzen Wilhelm. Woedtke schied am 9. Mai 1810 aus dem Dienst aus und zog sich auf das Familiengut zurück.
Am 4. August 1813 kehrte er zur Armee zurück und wurde im 5. Husaren-Regiment angestellt. Während der Befreiungskriege wurde Woedtke in der Schlacht bei Dennewitz schwer verwundet und mit dem Eisernen Kreuz II. Klasse ausgezeichnet, das er aber erst am 31. Mai 1814 in Paris erhielt. Ferner befand er sich bei den Gefechten von Thiessen, Baruth sowie Hoogstraaten und bei Namur wurde er erneut verwundet. In der Zeit wurde er am 29. Januar 1815 zum Premierleutnant befördert und am 29. März 1815 in das neuformierte 9. Husaren-Regiment versetzt.
Nach dem Krieg wurde er am 11. Januar 1818 Rittmeister und Eskadronchefsowie am 14. Januar 1833 Major. Im Jahr 1841 erhielt Woedtke das Kreuz der Ehrenlegion. Unter Beförderung zum Oberstleutnant beauftragte man ihn am 7. April 1842 zunächst mit der Führung des 4. Dragoner-Regiments und ernannte Woedtke am 12. September 1842 zum Regimentskommandeur. In dieser Stellung erfolgte am 22. März 1845 seine Beförderung zum Oberst und zwei Jahre später erhielt er den Roten Adlerorden III. Klasse mit Schleife. Vom 11. April 1848 bis zum 7. Juli 1848 war Woedtke Kommandeur des 7. Husaren-Regiments. Anschließend nahm er unter Verleihung des Charakters als Generalmajor mit Pension seinen Abschied. Er starb am 29. September 1872 in Koblenz.

### Familie
Woedtke heiratete am 10. Februar 1821 in Koblenz Lucie Reiff († 1835). Das Paar hätte mehrere Kinder:
- Sophie (1821–1850)
- Mathilde (1823–1850)
- Leopold (1825–1867), ermordet, Rittmeister im Ulanen-Regiment Nr. 15
- Natalie (1828–1911) ⚭ 6. November 1853 Ferdinand Wegner, Hauptmann der Artillerie

Nach dem Tod seiner ersten Frau heiratete er am 6. Mai 1856 Wilhelmine Sybille Schaffhausen (1806–1866). Die Ehe war kinderlos.